# Liste der Bodendenkmäler in Schleching
Auf dieser Seite sind die Bodendenkmäler in der oberbayerischen Gemeinde Schleching zusammengestellt. Diese Tabelle ist eine Teilliste der Liste der Bodendenkmäler in Bayern. Grundlage ist die Bayerische Denkmalliste, die auf Basis des Bayerischen Denkmalschutzgesetzes vom 1. Oktober 1973 erstmals erstellt wurde und seither durch das Bayerische Landesamt für Denkmalpflege geführt wird. Die folgenden Angaben ersetzen nicht die rechtsverbindliche Auskunft der Denkmalschutzbehörde.

## Bodendenkmäler der Gemeinde Schleching

### Bodendenkmäler in der Gemarkung Oberwössen
| Lage                  | Objekt | Akten-Nr.     | Bild |
| --------------------- | --- | ------------- | ---- |
| Oberwössen (Standort) | Burgstall des hohen und späten Mittelalters (Streichenburg). Siehe auch: Burgstall Streichenburg, Mittelalter                                                               | D-1-8240-0029 |      |
| Oberwössen (Standort) | Untertägige spätmittelalterliche und frühneuzeitliche Befunde im Bereich der Katholischen Kapelle St. Servatius am Streichen (Streichenkirche). Siehe auch: Streichenkirche | D-1-8240-0138 |      |

### Bodendenkmäler in der Gemarkung Schleching
| Lage                  | Objekt | Akten-Nr.     | Bild |
| --------------------- | --- | ------------- | ---- |
| Schleching (Standort) | Untertägige mittelalterliche und frühneuzeitliche Befunde im Bereich der Katholischen Pfarrkirche St. Remigius in Schleching und ihrer Vorgängerbauten.                                                                             | D-1-8240-0131 |      |
| Schleching (Standort) | Burgstall des hohen Mittelalters sowie untertägige mittelalterliche und frühneuzeitliche Befunde im Bereich der Katholischen Filial- und Wallfahrtskirche St. Maria in Raiten und ihres Vorgängerbaus. Siehe auch: Burgstall Raiten | D-1-8240-0136 |      |